# Blitterlees
Blitterlees – wieś w Anglii, w Kumbrii. Leży 29 km na zachód od miasta Carlisle i 431 km na północny zachód od Londynu.